# Zalug (Prijepolje)
Pour les articles homonymes, voir Zalug.
Zalug (en serbe cyrillique : Залуг) est une localité de Serbie située dans la municipalité de Prijepolje, district de Zlatibor. Au recensement de 2011, elle comptait 1 219 habitants.
Zalug est officiellement classé parmi les villages de Serbie.

## Démographie

### Évolution historique de la population
| 1948 | 1953 | 1961 | 1971 | 1981 | 1991  | 2002  | 2011  |
| ---- | ---- | ---- | ---- | ---- | ----- | ----- | ----- |
| 147  | 190  | 291  | 459  | 671  | 1 152 | 1 047 | 1 219 |

|  |